# منم تیمور جهانگشا

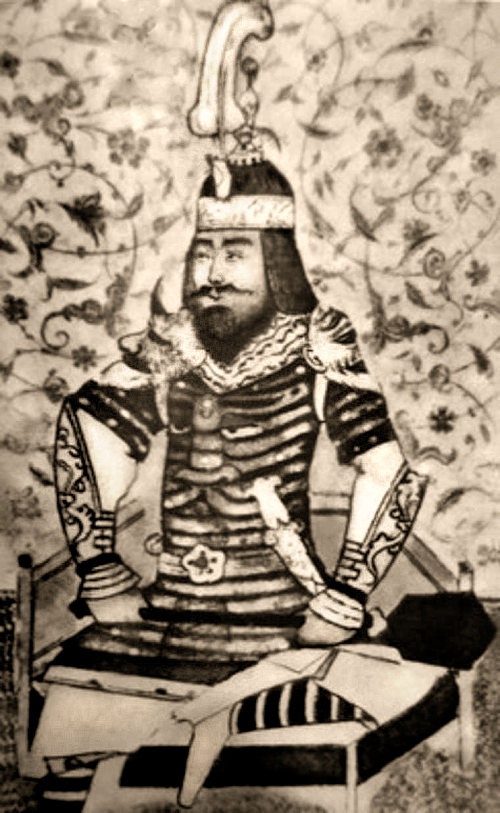
امیر تیمور گورکانی

منم تیمورجهانگشا کتابی است در بردارندهٔ خاطرات امیر تیمور گورکانی به قلم خودش.
وی این کتاب را در هفتاد سالگی نگارش کرد. نسخه منحصر به فرد این کتاب به زبان فارسی در تصرف جعفر پاشا حکمران یمن بوده و بعد از فوت جعفر پاشا کاتبی یک نسخه از روی آن نوشت و به هندوستان برد. مدتی بعد یک افسر انگلیسی کتاب را به انگلستان برد. در آنجا مردی به اسم دیوی با کمک پروفسور وایت استاد دانشگاه آکسفورد این کتاب را به انگلیسی ترجمه کرد و در ۱۷۸۳ (میلادی) منتشر گردید. مارسل بریون با خواندن منابع تاریخی متعدد اطلاعاتی به کتاب افزود. ذبیح‌الله منصوری این کتاب را از فرانسه به فارسی برگرداند و اطلاعاتی به آن افزوده کرده است.
این کتاب در ایران برای اولین بار توسط انتشارات مستوفی چاپ شده است.